# Parc Eläintarha

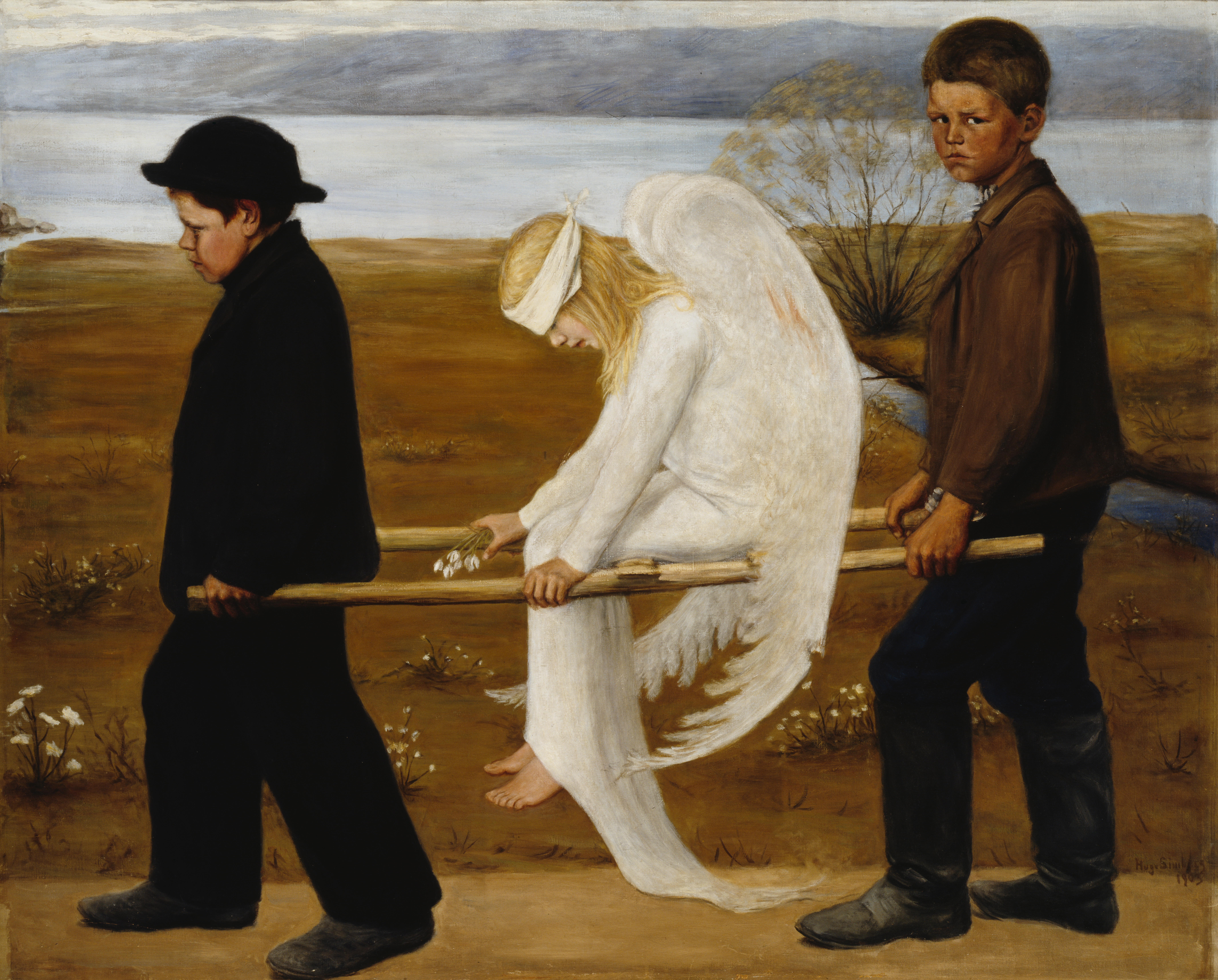
Peinture L'Ange blessé (1903) de Hugo Simberg. Au fond le paysage de Töölönlahti dans le parc Eläintarha.

Eläintarha (en suédois : Djurgården, en suédois : jardin zoologique) est un grand parc au centre d'Helsinki en Finlande.

## Description
Le parc sépare le district de Töölö à l'ouest de Hakaniemi et Kallio à l'est. La partie méridionale du parc comporte deux baies de la Mer Baltique, la baie de Töölönlahti et la baie Eläintarhanlahti.
La voie de Chemin de fer partant de la Gare centrale d'Helsinki en direction du nord coupe le parc en deux parties égales. À l'extrémité nord-ouest du parc, près du quartier de Laakso se trouve une arène sportive appelée Eläintarhan urheilukenttä ou en argot « Eltsu ».

## Étymologie
Contrairement à ce que suggère son nom, il n'y a jamais eu de jardin zoologique à Eläintarha. Deux théories tentent d'expliquer ce nom. La plus populaire est que Henrik Borgström, qui achète la zone du parc au milieu du XIXe siècle, avait indiqué son projet d'y construire un zoo et dans les années 1880 le nom Eläintarha avait été choisi pour anticiper ce zoo qui ne sera jamais réalisé. La ville d'Helsinki achète le parc à Borgström en 1877. L'autre théorie est que le nom est une simple traduction du Parc de Djurgården de Stockholm en Suède.
Le vrai jardin zoologique d'Helsinki est le zoo de Korkeasaari.

## Parc sportif
Le Parc Eläintarha est avant tout le parc sportif le plus important de Finlande. Des sites sportifs ont commencé à être projetés dans la zone à partir des années 1890.
Premièrement, dans les années 1907-1910, le terrain de sport d'Eläintarha y a été construit, qui est l'un des terrains d'athlétisme les plus utilisés de Finlande. Le terrain a été entièrement rénové pour les championnats du monde d'athlétisme de 1983. Pendant les Jeux, le terrain servait de lieu d'échauffement et d'entraînement.
Plus tard, le stade olympique, la piscine olympique, la patinoire d'Helsinki, le terrain de balle de Töölö (fi), le stade de football de Töölö et le skatepark Micropolis (fi), ouvert en août 2006, ont également été construits dans la zone.
La gymnase de Töölö se trouve également à proximité.
De 1932 à 1963, a eu lieu dans la parc, le grand Prix automobile de Finlande, qui était l'événement de sport automobile le plus important de Finlande.

## Galerie

Sentier du parc.
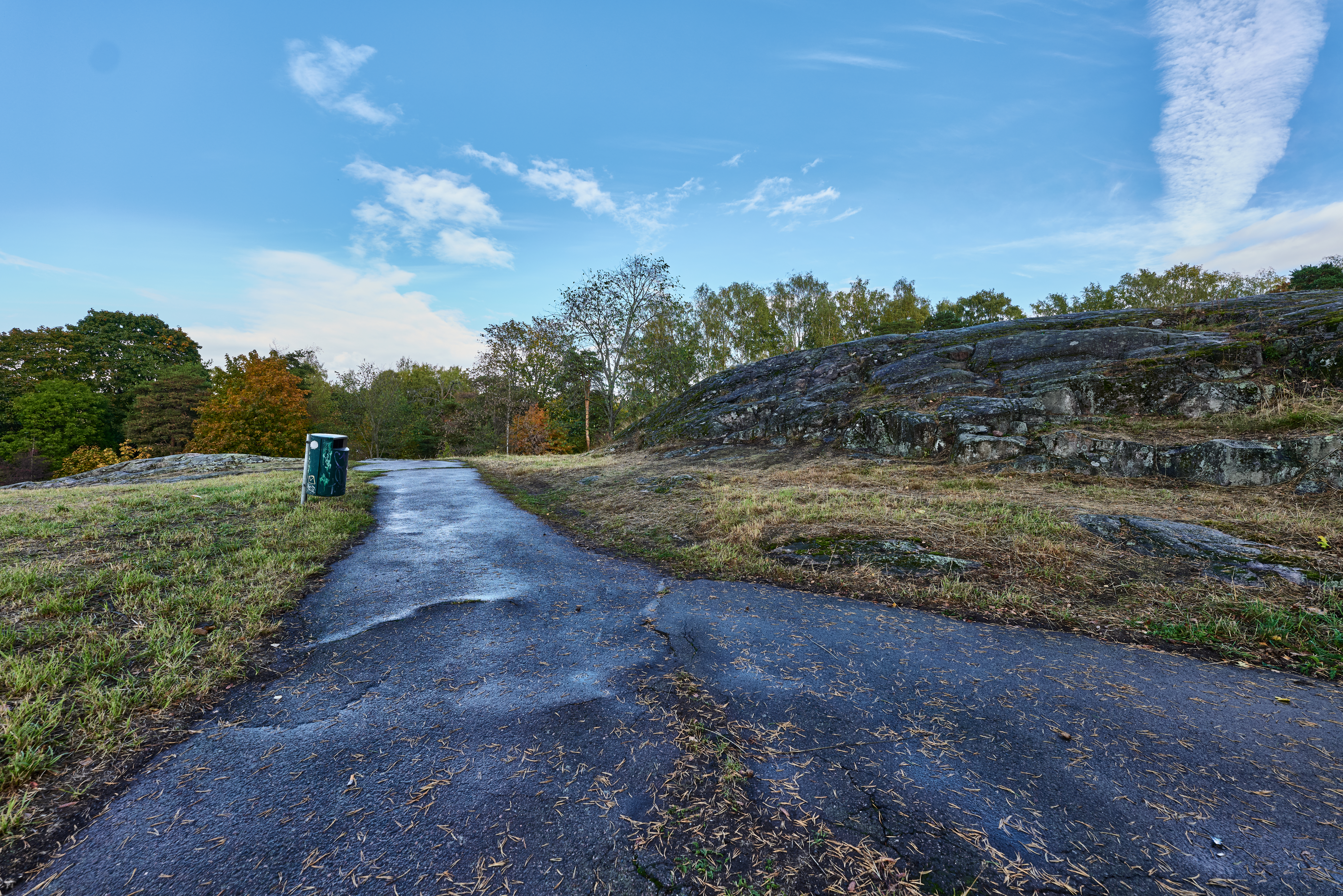
Sentier du parc.
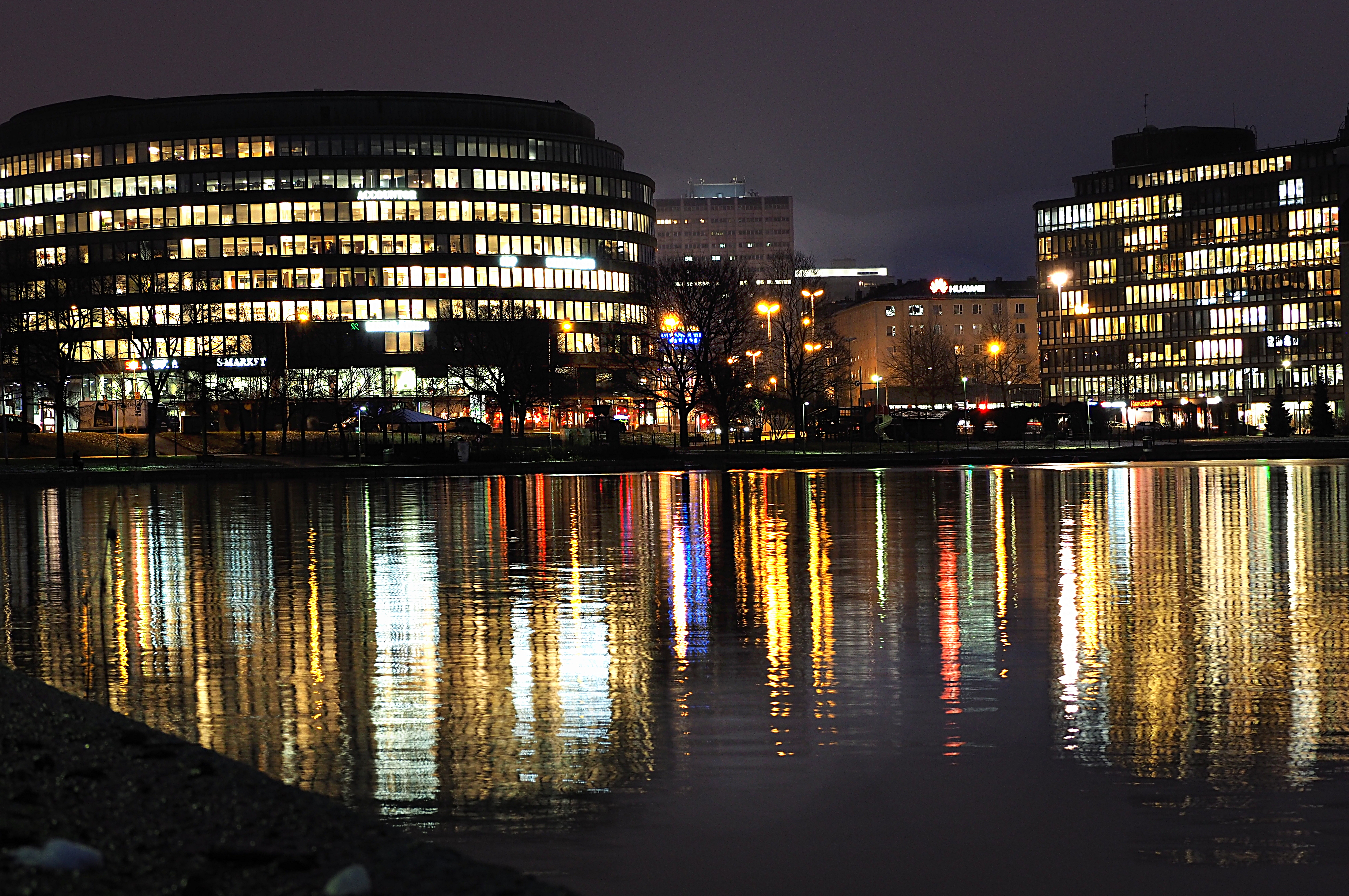
Eläintarhanlahti.
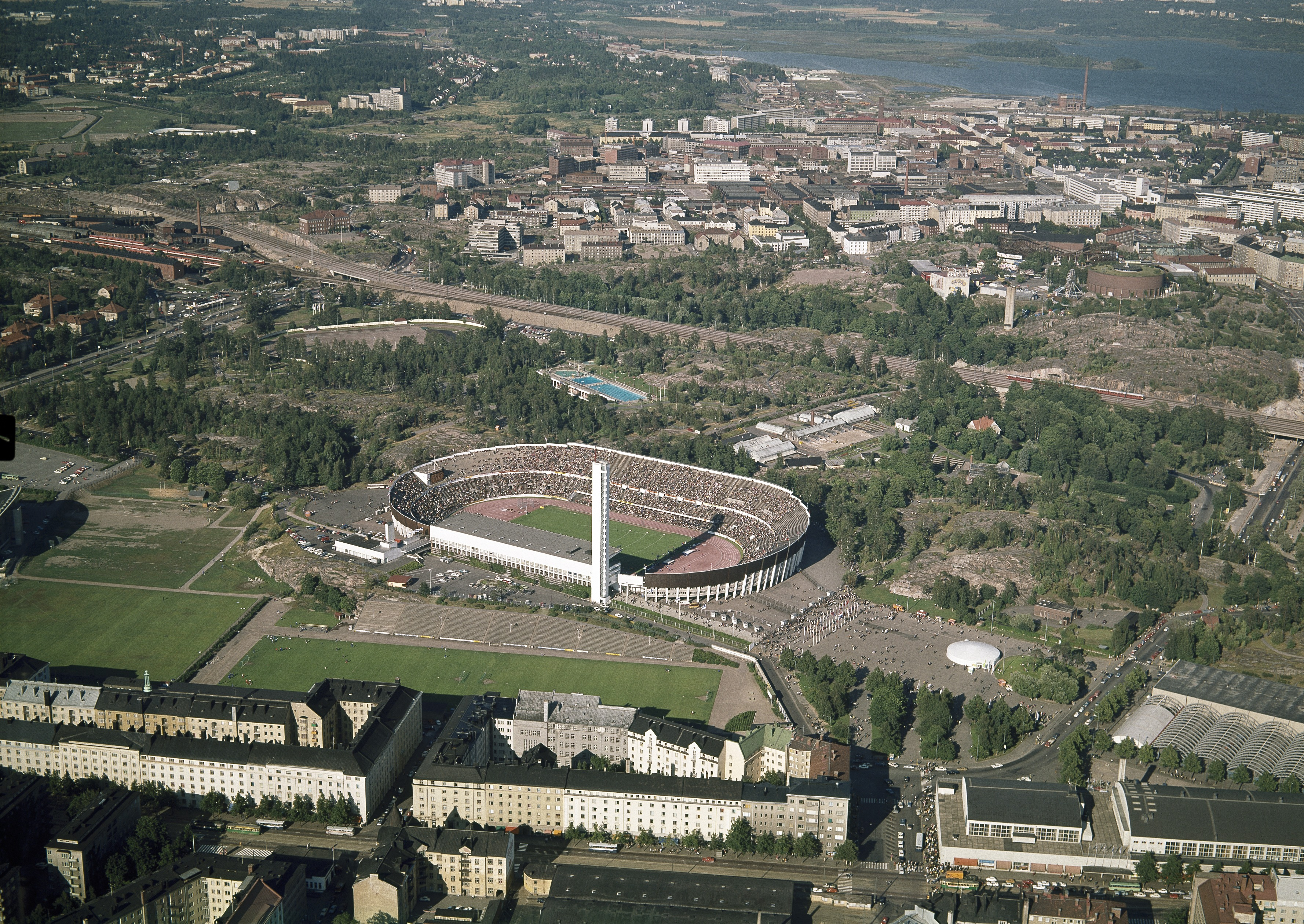
Stade olympique.